# Malsch

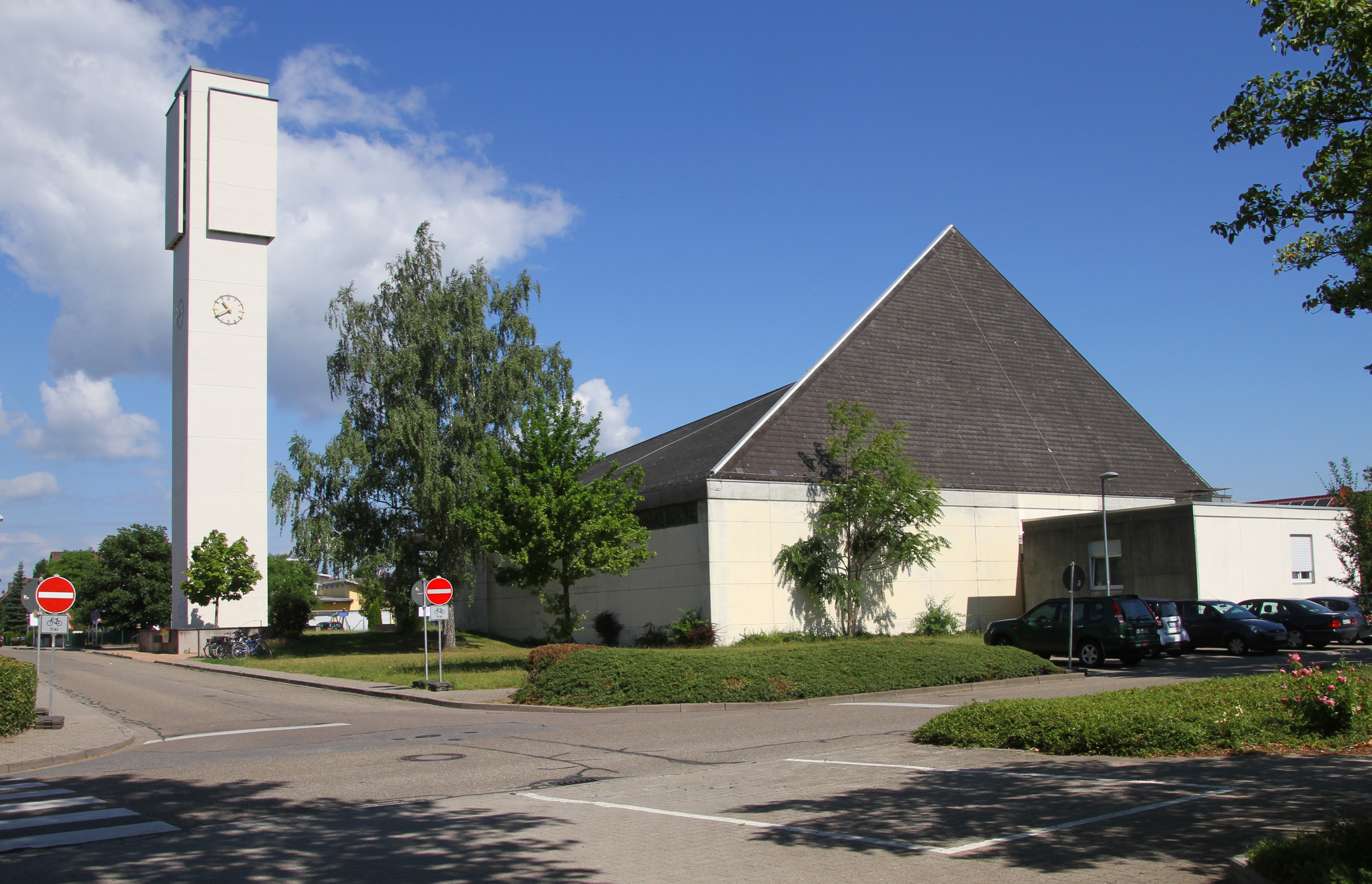

Malsch là một đô thị thuộc huyện Karlsruhe, ở Baden-Württemberg, Đức. Đô thị này có diện tích 61,24 km², dân số thời điểm 31 tháng 12 năm 2006 là 14.311 người. Malsch có cự ly 15 km về phía nam Karlsruhe, 10 km về phía đông Rastatt.